# The Hope Diamond Mystery

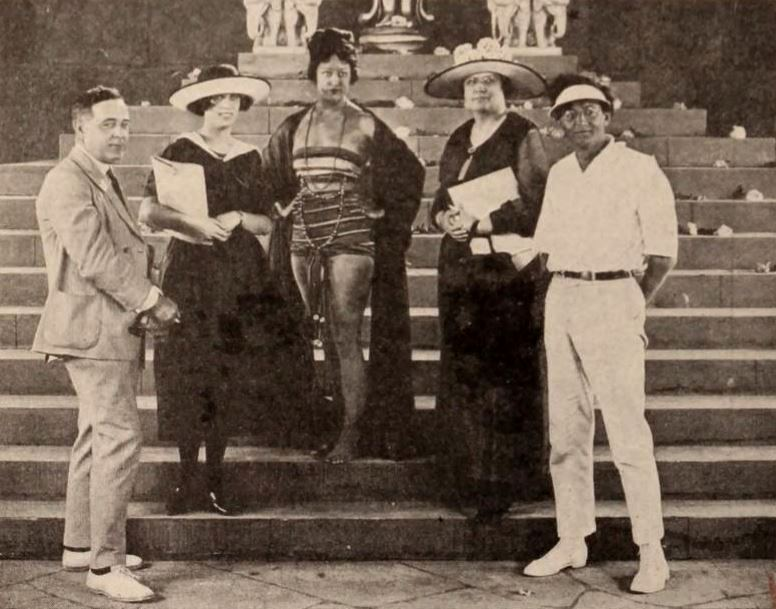
Instante da produção do seriado The Hope Diamond Mystery (1921) com o tesoureiro da Kosmik Films, L. C. Wheeler, as atrizes Grace Gordon e Grace Darmond, Grace Kingsley do Los Angeles Times, e o diretor Stuart Paton, p. 62 de 29 de maio de 1920, Exhibitors Herald

The Hope Diamond Mystery, também conhecido como The Romance of the Hope Diamond, é um seriado estadunidense de 1921, gênero ação e aventura, dirigido por Stuart Paton, em 15 capítulos, estrelado por Harry Carter, Grace Darmond e Boris Karloff. Única produção da Kosmik Films, veiculou nos cinemas estadunidenses entre 19 de fevereiro e 29 de maio de 1921. O seriado conta a história, romanceada, do famoso Diamante Hope, e o roteiro foi escrito pela atriz May Yohé, uma das pretendentes à posse do verdadeiro "Diamante Hope".
Todos os 15 capítulos estão conservados na Biblioteca do Congresso.

## Elenco

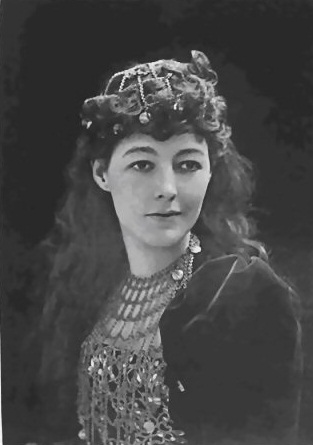
May Yohé, autora do roteiro e atriz do seriado, que relata a história do Diamante Hope.

- Harry Carter … Ghung / Sidney Atherton
- Grace Darmond … Bibi / Mary Hilton
- George Chesebro … John Baptiste Tavanier / John Gregge
- Boris Karloff … Sumo Sacerdote de Kama-Sita / Dakar
- Carmen Phillips … Miza / Wanda Atherton
- William Marion … Bagi / James Marcon
- Frank M. Seki … Saki
- Harry Archer … Johnson
- Arthur Clayton … Lord Francis Hale
- Ethel Shannon … Lady Francis Hale
- William Buckley … Putnam Bradley Stone
- May Yohé … Lady Francis Hope

## Capítulos
1. The Hope Diamond Mystery
2. The Vanishing Hand
3. The Forged Note
4. The Jewel of Sita
5. A Virgin's Love
6. The House of Terror
7. Flames of Despair
8. Yellow Whisperings
9. The Evil Eye
10. In the Spider's Web
11. The Cup of Fear
12. The Ring of Death
13. The Lash of Hate
14. Primitive Passions
15. An Island of Destiny

## Detalhes da produção
Segundo informações da época, cenas colorizadas e cards foram usados para dar o efeito de anéis de luz multicolorida vinda do diamante, quando na presença de Karloff, o Sumo Sacerdote. As cópias, atuais, porém, não mostram qualquer tipo de colorização.

## Diamante Hope

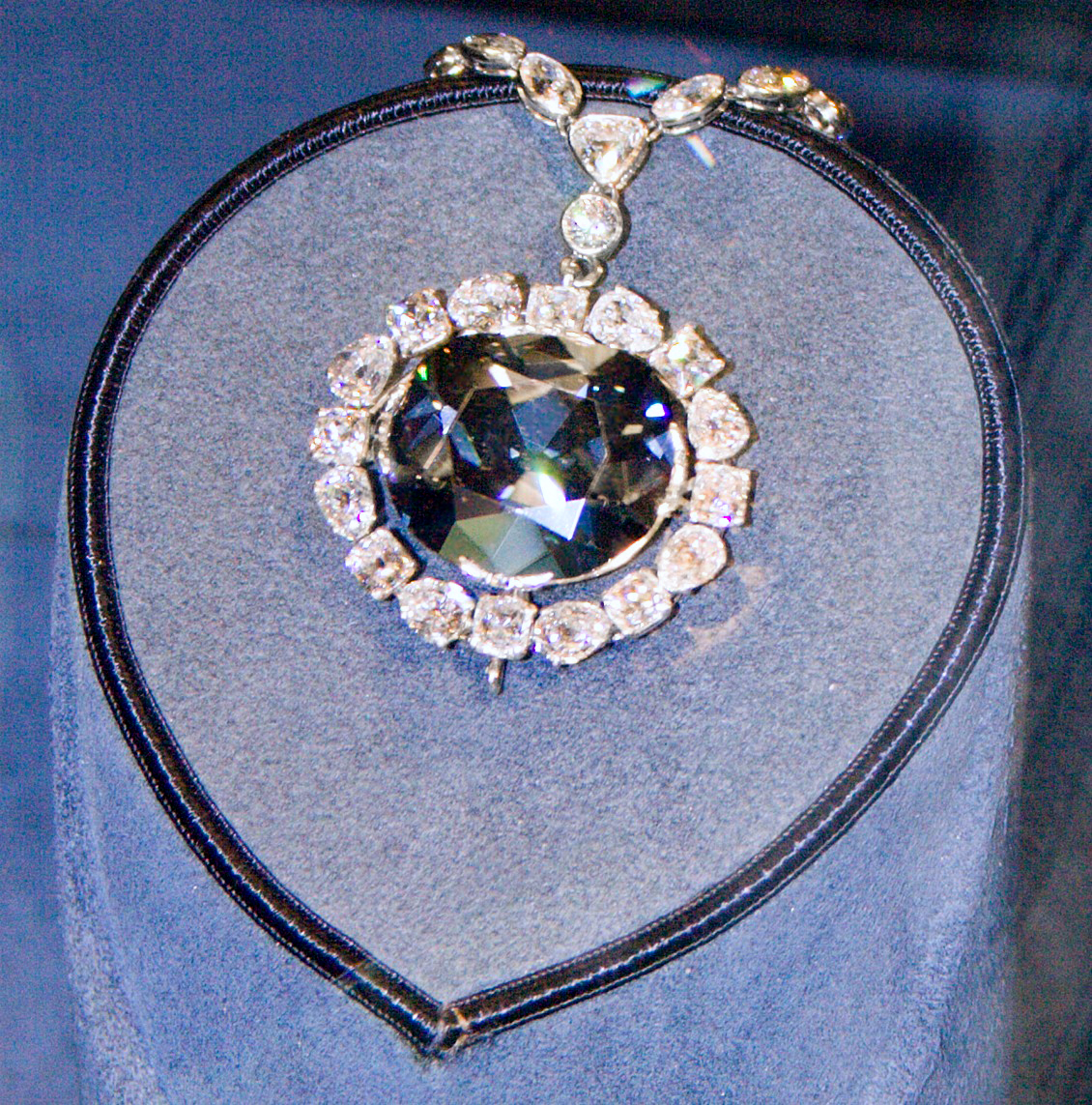
Diamante Hope, que inspirou o roteiro do seriado, escrito pela atriz May Yohé.

O roteiro conta a história romanceada do Diamante Hope, escrita por May Yohé, que também atua no seriado. O primeiro registo histórico do diamante Hope surge por volta de 1660, quando o mercador francês Jean-Baptiste Tavernier o adquiriu durante as suas viagens na Índia. Depois de passar por várias mãos, tais como de Luís XIV, Luís XV e Luís XVI da França, e por Maria Antonieta, desapareceu durante a Revolução Francesa, reaparecendo com o mercador de jóias londrino Daniel Eliason. Foi adquirido depois por Henry Philip Hope, em 1824 (passando a ser conhecido então como “Diamante Hope”), que ao morrer deixou seus sobrinhos lutando pela herança até que foi entregue a Henry Hope. Em 1901 foi vendido a um joalheiro londrino, para pagar a dívida de Francis Hope. Houve vários novos donos, entre eles Pierre Cartier, até ser adquirido por Harry Winston, em 1949. Em 1958, Winston o doou pra o Instituto Smithsonian. O diamante foi ligado a uma lenda de maldição no início do Século XX, pela atriz May Yohe, que fora casada com Lorde Francis Hope e que fugira para a Austrália com o amante.
A atriz May Yohé fez repetidas tentativas de capitalizar sua identidade como a ex-mulher do último Hope, para possuir o diamante e às vezes culpou a pedra pelos seus infortúnios. Em julho de 1902, meses depois de Lord Francis ter se divorciado, ela disse à polícia na Austrália que seu amante, Putnam  Strong, a tinha abandonado e tomado suas jóias. Na verdade, o casal se reconciliou, casou-se naquele ano, mas divorciaram-se em 1910. Em seu terceiro casamento, em 1920, ela convenceu o produtor de cinema George Kleine a fazer um seriado em 15 episódios, The Hope Diamond Mystery, contando a história dos infortúnios do diamante, história que ela escreveu e à qual adicionou personagens fictícias, mas o projeto não foi bem sucedido. Em 1921, ela contratou Henry Leyford Gates para ajudá-la a escrever The Hope Diamond Mystery, transformando-o em seriado, no qual ela estrelou como Lady Francis Hope. Foram adicionados ao filme mais personagens, incluindo um ficcional Tavernier e adicionando Marat entre as vítimas do diamante. Ela também usava sua cópia do Hope, na tentativa de gerar mais publicidade para continuar sua carreira.